# Banca centrale del Qatar
La banca centrale del Qatar (in arabo  مصرف قطر المركزي‎?) è la banca centrale dello stato asiatico del Qatar.
Stampa e conia le monete e le banconote ufficiali del riyal qatariota.

## Storia
La Banca Centrale del Qatar era originariamente, fino al 1993, conosciuta come Qatar Monetary Agency (e prima era conosciuta come Qatar Dubai Currency Board), fondata il 13 maggio 1973 dopo che Dubai si unì agli Emirati Arabi Uniti e si disimpegnò dalla politica monetaria britannica che la zona aveva precedentemente seguito. L'Agenzia monetaria del Qatar ha assunto le funzioni di banca centrale. Nel 1973, il decreto Amiri n. 24 autorizzava l'emissione del riyal qatariota (QR).
Nel corso della sua storia, la Banca centrale del Qatar ha lavorato sempre più in associazione con altre banche centrali più grandi per ottenere una valuta stabile per il paese, più recentemente e in particolare con l'Autorità monetaria di Singapore.

## Governatori
- Majid Muhammad Majid al-Saad, 1983-gennaio 1990[1][2]
- Abdullah bin Khalid al-Attiyah, gennaio 1990-maggio 2006[3][4][5]
- Abdullah bin Saud al-Thani, maggio 2006-2013
- Ali Shareef Al-Emadi, 2013- [4]